# Li Tie
Li Tie (nascut el 18 de setembre de 1977), és un exfutbolista professional xinès que feia de migcampista i que va jugar en diversos clubs de futbol d'Europa. Els seus primers partits professionals van ser amb equips xinesos, de 1998 al 2002. Des del 2002 al 2008 Li Tie va ser contractat en diversos equips d'Anglaterra.
Posteriorment va tornar a la Xina fins a la seva retirada. Actualment fa d'entrenador de futbol.